# 定向地圖

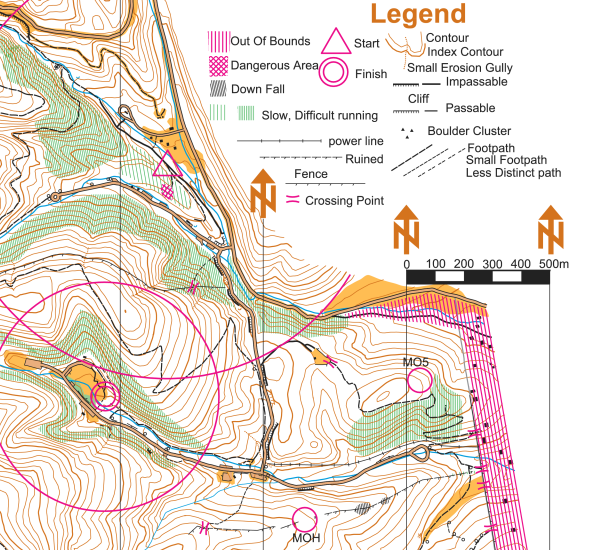
無線電定向地圖（未使用國際定向聯盟的標準）。圖上的三角形表示競賽起點，同心圓表示終點。兩個賽後才標示出來的圓形表示無線電信標的位置，參賽者必須在比賽中找出這些發射器。

定向地圖是定向運動所使用的地圖，是地形圖的一種，提供極為詳盡的地表資訊，作為定向選手在比賽過程中定位與導航的依據。

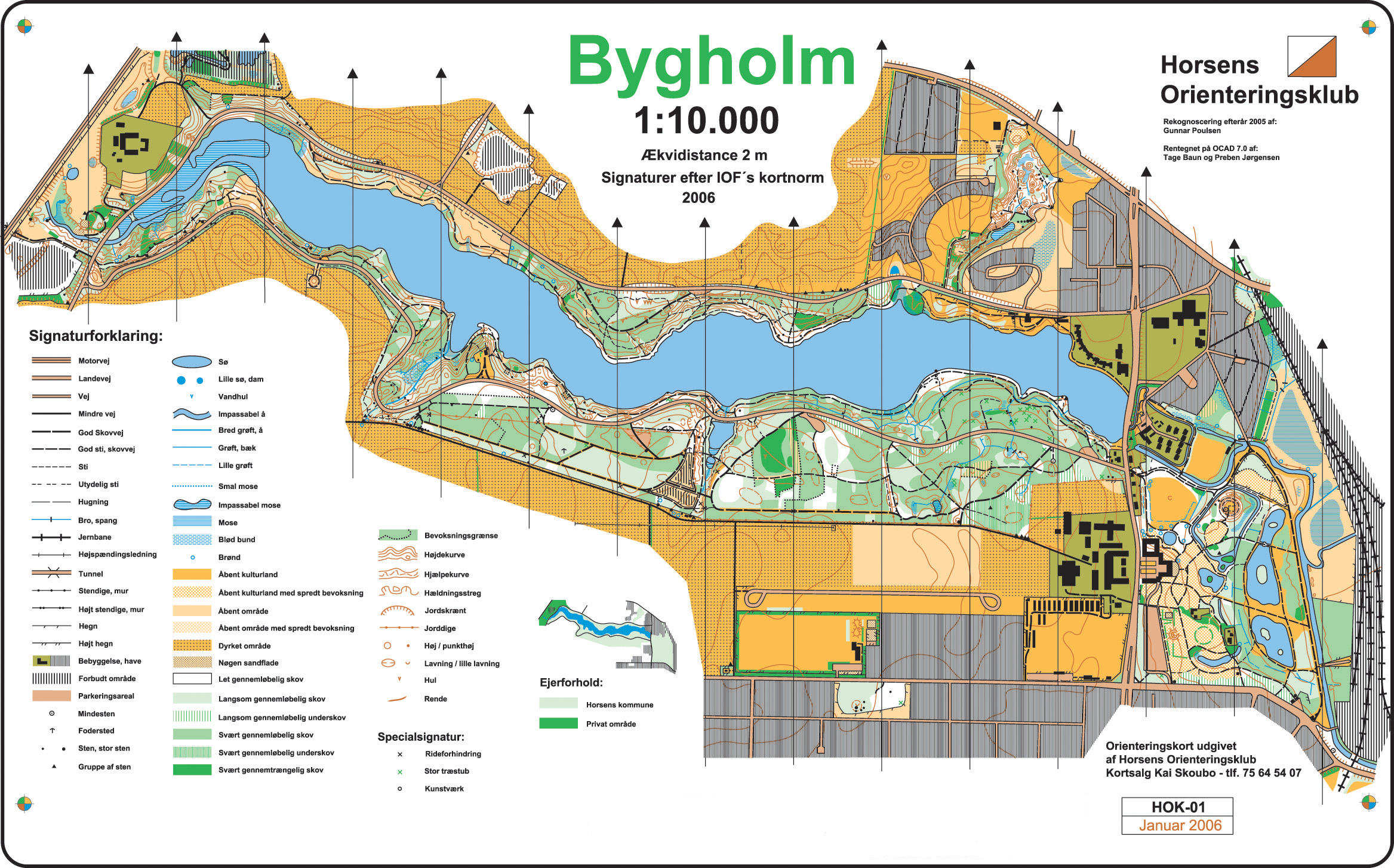
定向地圖

定向地圖比傳統地形圖包含更多的資訊，並使用一套標準符號繪製，讓使用任何語言的人都可以了解。除了以等高線表示地形的起伏外，地圖還包含森林密度、水文資訊、空曠地、小徑、道路、土堤、石牆、沖溝、渠道、井、坑、圍籬、輸電線、人造物、建築、大石與其他地表上的資訊。定向地圖採用1:15000或是1:10000的比例尺。

## 目的
定向地圖與指北針是定向競賽者能快速找到控制點、完成賽程的主要依據，因此地圖必須非常正確與精確，才能用來測試參賽者的定向能力。地圖必須根據參賽者的需求製作，避免提供過多或過少的地形資訊。

## 歷史

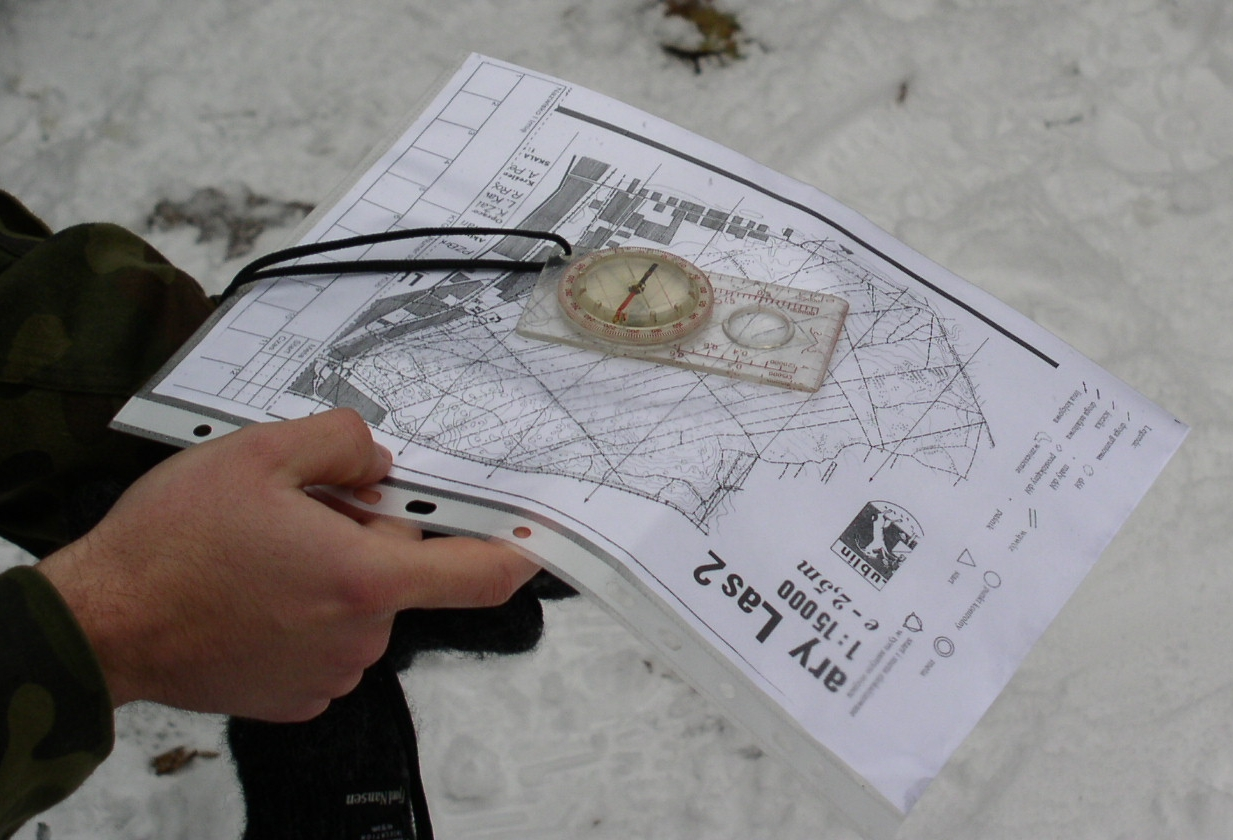
定向地圖

早期定向運動使用既有的地圖，通常是政府主管機關所發行的地形圖，後來才慢慢有專為定向需求所繪製的地圖。這些地圖通常為當地的定向社團所繪製，而且是該社團的重要資產。擁有許多地圖與製圖能力的社團，通常就能主辦更多的活動。定向地圖可表現地表上詳細的特徵。例如一般的地形圖上並不會標明泥地上的大石頭，但這對定向地圖來說可以是非常重要的地形特徵。為了在競賽中測試參賽者的導航技巧，需尋找擁有許多地形特徵的地點，作為定向活動的場地。

## 地圖內容
地圖比例尺為1:15000。不能以1:15000清楚標示的地形不適合作為定向運動的場地。短程的競賽可使用1:10000（符號尺寸放大為150%）。針對教學與訓練的需求，也可以使用如1:2,500這類小比例尺。地圖以五色印刷，這些顏色包含下面幾種類型：地形型態、岩石、水體與沼澤、植被、人造物體。技術性的符號會使用額外的顏色疊印。圖中所使用的符號必須在圖例上予以說明。

### 棕色：地形型態

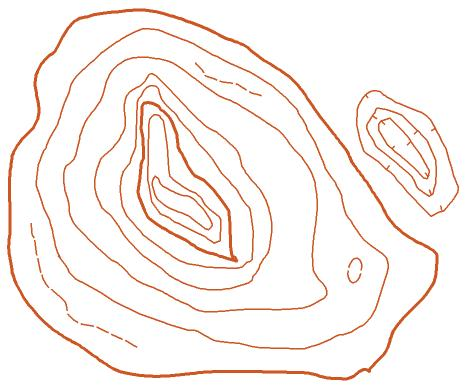
等高線

使用5公尺間格的等高線來表示地形。另外提供如土堤、小丘、窪地、土坑、破碎地形等符號。

### 黑色：岩石特徵
包含懸崖、巨石、岩石地、巨石堆等。

### 藍色：水體特徵
包含湖泊、河流、水道、沼澤與水井等。

### 綠色與黃色：植被

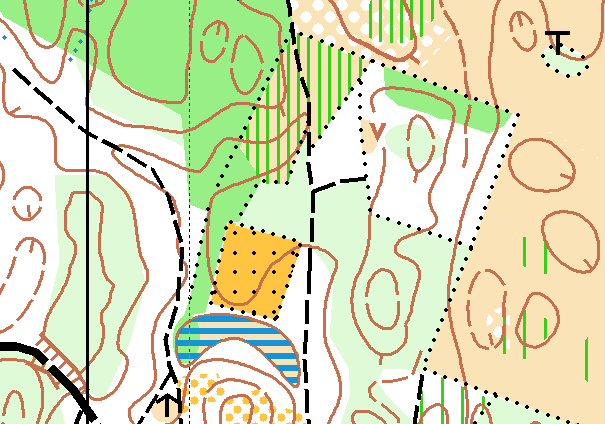
植被。白色表示森林，黃色表示空曠地，綠色表示跑動性下降的區域

用來表示地表植物覆蓋的狀況。白色表示地表空曠，可快速跑動的森林。綠色表示視野受限、跑動性較差的森林，依照綠色的深淺程度，再區分為僅能慢跑、難以穿越與無法穿越的森林。黃色表示空曠地形。綠色垂直線用來表示該區域跑動性受限，但是視野良好的區域，例如草地或低矮的灌木林，以線條的密度區分移動受限的程度。

### 黑色：人造物特徵
人造物包含道路、鐵軌、步道、小徑、輸電線、石牆、圍籬、建築物等。

### 技術性符號
技術性符號包含以藍色印刷的磁北極線與印刷套色用的校正十字線。

### 其他資訊
製圖規範中沒有規定的資訊，例如比例尺、等高線間距。好的地圖還應該包含探勘日期、探勘比例尺、版權資訊、製圖者資料。

### 紫紅色：疊印符號

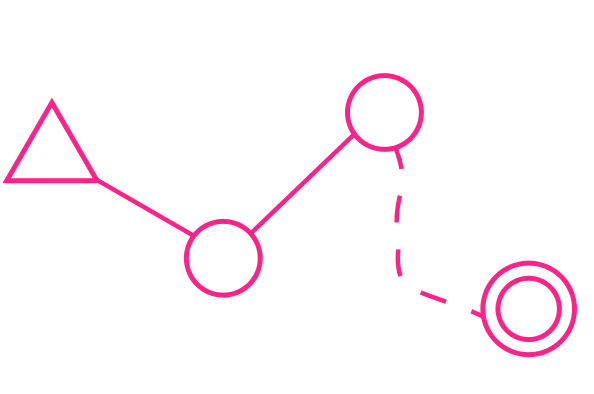
路線

一組特別的符號疊印在地圖上，用來標示競賽路線。包含起點、控制點、順序編號、控制點之間的連線、終點。另外也用來標示與賽事相關的資訊。例如，穿越點、禁行路線、急救站、水站等這些臨時設置的地點。

### 相關活動
徒步定向須遵守國際定向聯盟所制定的國際定向地圖規範。該聯盟所管理的其他定向運動項目，包含登山車定向、滑雪定向與沿徑定向，除了少數與該運動相關的特殊符號外，其他規範都相同。例如滑雪定向需要區分積雪的道路與未積雪的道路。

## 繪製過程
地圖製作過程分成四個主要的步驟：底圖、實地勘察、繪圖與印刷。

### 底圖
底圖可以是現成的地形圖，或是空照圖。

### 磁北極
一般地圖是採方格北作為北方，而定向地圖必須採用地磁北极作為北方，兩者的角度並不一定相同，因此必須做適當的調整。

### 實地勘察
實地勘察通常是把底圖固定在版子上，覆蓋上描圖紙，然後在實地以鉛筆描繪。地圖繪製必須有足夠的正確性，如此參賽者才能清楚的從地面認出地圖上所標示的地形特徵。如果地形特徵與現地不相符，該地形特徵便無用處。通常地圖必須定期更新，尤其是森林地區的地圖，因為當地的植物分布時常會改變。控制點的位置每場賽事都不相同，也不可事先透露給參賽者，因此在勘查階段不會繪製在地圖中。

### 繪圖
最簡單的方法是拿現有的地形圖，裁剪成適當的大小，經修正後複印使用。傳統的的手繪地圖必須依照所使用的顏色，分別描繪五個不同的版面上，貼上網點後再製版印刷。現在則採用電腦軟體來描繪，主要使用的軟體為OCAD。

### 印刷
地圖以五色分色印刷，比工業標準的四色印刷品質更好。疊印的紫紅色圖案是地圖印製好後再加印上去的。由於電腦技術的發展，許多社團已經可以自行印製地圖，將地圖上的六種顏色以四色印刷一次印出，雖然效果較差，但是成本也較低。

## 正確性與品質
地圖的正確性主要仰賴實地調查者的現場勘查，地圖品質則與製圖者的美術能力有關，比起所使用的工具來得重要。許多國家級的定向組織甚至有地圖繪製的獎項。

## 資料來源
1. ↑   (PDF).   [2017-08-14]. （原始内容存档 (PDF)于2010-05-08）.